# Plebiscyt Przeglądu Sportowego 1962
28. Plebiscyt Przeglądu Sportowego na najlepszego sportowca Polski zorganizowano w 1962 roku.

## Wyniki
1. Teresa Ciepły - lekkoatletyka (397 944 pkt.)
2. Józef Szmidt - lekkoatletyka (361 633)
3. Jerzy Pawłowski - szermierka (300 576)
4. Antoni Łaciak - narciarstwo (258 201)
5. Marian Foik - lekkoatletyka (217 598)
6. Witold Woyda - szermierka (151 231)
7. Kazimierz Zimny - lekkoatletyka (126 361)
8. Waldemar Baszanowski - podnoszenie ciężarów (109 236)
9. Elwira Seroczyńska - łyżwiarstwo szybkie (73 713)
10. Ryszard Parulski - szermierka (63 758)